# Settefolli
Settefolli è un film per la televisione del 1982, diretto da Marcello Ciorciolini e trasmesso da Rai 3 nell'ambito della serie Che fai, ridi?.

## Trama
Il film si sviluppa come un documentario dove il narratore illustra lo svolgersi di una giornata tipica del paesello, dall'aspetto piuttosto isolato. A dispetto di ciò, gli abitanti sembrano ricchi di interessi culturali e sociali: in piazzetta si legge il Financial Times, dopo il lavoro si partecipa a dibattiti, tavole rotonde, iniziative artistiche. Del resto la comunità vanta tra i suoi anziani concittadini diverse dotte personalità: storici, musicisti, scienziati, reduci di guerra, i quali arricchiscono la popolazione tutta con la loro esperienza, arte o scienza.
Un giorno un ricco sceicco arabo disturba la quiete del paese, presentandosi in fuoriserie con il suo corteo di mogli, intenzionato ad acquistare le mura e le donne del villaggio. Ma dovrà vedersela con la vecchia guardia settefollina.

## Personaggi
Bracardi si prodiga in una serie di personaggi, i quali, benché tutti un po' folli, sono otto a dispetto del titolo dell'opera.
- Il DJ' della radio privata del paese.
- Il Farmacista, che funge anche da scienziato/dottore del paese, depositario di una singolare teoria che riconduce tutte le patologie esistenti al malfunzionamento del transito intestinale, perché l'uomo è una bestia! Gli scaffali della bottega sono in pratica una collezione di purghe.
- Il Macellaio è la riproposizione del personaggio del gerarca-nostalgico Ermanno Catenacci  ex combattente in Abissina.
- Il Pazzo del villaggio, (abbigliato/a da infermiera?) che scorrazza per le vie del borgo, anche nottetempo, urlando Patroclo!!!
- Il Pecoraro, che vaga alla ricerca disperata de li pecuri smarriti.
- Il Pianista dallo sguardo spiritato, in frac e scarpe da podismo, che scarica tutta la sua energia sulla tastiera e riempie di sputi il remissivo pubblico, reo di non essere all'altezza di cotanta arte.
- Il Professore di storia in una scuola serale per adulti, nonché sindaco di Settefolli, è il riadattamento del personaggio Prof Marcellini — storico risorgimentale.
- Il Vecchio saggio, anzianissimo settefollino, regala ai suoi concittadini perle di saggezza del tipo: Quando dal cielo cade acqua, sta' sicuro che piove; Se non c'è il vigneto, non c'è manco l'uva; La pecora dà la lana, il cane no; Chi campa, campa, chi non campa, no.

## Produzione
Il film è ambientato nell'omonimo immaginario paesello di un improbabile Appennino Tosco-Amatriciano. Il protagonista è Giorgio Bracardi che sfoggia il suo repertorio di personaggi radiofonici e televisivi cui vengono assegnati ruoli chiave nella ristretta comunità paesana.